# Cmentarz Salwatorski
Cmentarz Salwatorski (zwany też Zwierzynieckim) – cmentarz położony w Krakowie na Zwierzyńcu, na zachód od Salwatora w dzielnicy VII, przy Alei Waszyngtona.

## Historia
Cmentarz został poświęcony w 1865 r., początkowo miał charakter niewielkiego cmentarza parafialnego, służącego mieszkańcom przedmieścia Zwierzyniec, Półwsia i okolicznych wsi: Przegorzał, Chełmu, Bielan i Olszanicy.
W 1883 roku został ogrodzony, a w 1888 staraniem ksieni Norbertanek Eufemii Żarskiej wzniesiono na nim kaplicę cmentarną pw. św Józefa. Kaplicę w stylu neogotyckim wraz z katakumbami dla zakonnic zaprojektował Sebastian Jaworzyński. W 1889 poświęcenia jej dokonał kardynał Albin Dunajewski. Cmentarz był dwukrotnie poszerzany: w 1902 i 1999. Jest on cmentarzem parafialnym pod zarządem parafii Najświętszego Salwatora. Pochowani na nim zostali w zbiorowej mogile zamordowani przez Niemców mieszkańcy Woli Justowskiej, której pacyfikacji dokonano 28 lipca 1943. W 1979 roku z Paryża sprowadzono prochy najmłodszego syna Adama Mickiewicza Rafała Józefa zmarłego w 1938. W 1995 cmentarz poddano pracom remontowym. W 2001 przy bramie głównej umieszczono ufundowaną przez miasto Kraków tablicę pamiątkową ku czci Jerzego Harasymowicza z fragmentem wiersza poety:
Tak gotowymi być trzeba
Do każdej ludzkiej podróży
Tak zdecydują w niebie
Lub serce nie chce już służyć
Ze względu na swoje położenie u stóp Góry św. Bronisławy, przy drodze z Salwatora na Kopiec Kościuszki, cmentarz jest miejscem chętnie odwiedzanym przez krakowian i turystów. Roztacza się z niego piękna panorama na miasto, a przy dobrej pogodzie również na pasmo Beskidów i wierzchołki tatrzańskich szczytów.

## Pochowani
Na cmentarzu Salwatorskim spoczywa ponad 25 tys. osób. 